# Masafumi Matsui
Pour les articles homonymes, voir Matsui.
Professeur Masafumi Matsui est un herpétologue japonais qui enseigne à l’université de Kyoto.
Il est président de la Société japonaise d'herpétologie (Herpetological Society of Japan)

## Autres Matsui dans son entourage
Takaji Matsui et Masafumi Matsui ont publié ensemble "New Brown Frog (Genus Rana) from Honshu, Japan".
Masamichi Matsui et Masafumi Matsui, ont coécrit "A Schlegel's green tree frog fallen from a high beech tree. Bulletin of the Herpetological Society of Japan. 2007"

## Quelques espèces décrites
- Ansonia inthanon Matsui, Nabhitabhata & Panha, 1998
- Bufo torrenticola Matsui, 1976
- Leptobrachium smithi Matsui, Nabhitabhata & Panha, 1999
- Leptolalax arayai Matsui, 1997
- Leptolalax hamidi Matsui, 1997
- Megophrys kobayashii Matsui & Matsui, 1997
- Odorrana amamiensis Matsui, 1994
- Rana pirica Matsui, 1991
- Rana sakuraii T. Matsui & M. Matsui, 1990

## Les espèces dédiées à Matsui
- Cyrtodactylus matsuii
- Tropidophorus matsuii [1]